# Злоякісні клітини
Рак — захворювання, при якому відбувається безконтрольне зростання атипових (злоякісних) клітин, здатних проростати в сусідні органи і тканини, поширюватися (метастазувати) по кровоносних або лімфатичних судинах в інші ділянки організму з утворенням віддалених метастазів, які є однією з основних причин смерті від раку.
Кожен рак має свій передрак, але не кожен передрак переходить у рак.
Облігатні передраки:
- Поліпоз
- Дерматоз Бодена
- Кістозна мастопатія

Факультативні передраки:
- Лейкоплакія
- Ерозія шийки матки
- Рубці після опіків і ін.

Всі пухлини діляться на дві групи: доброякісні та злоякісні.
Доброякісні пухлини — такі пухлини, які, виникнувши, надалі відрізняються стабільністю, не схильні до безмежного росту і зміни структури тканини, що не представляють безпосередньої небезпеки для життя і складаються з зрілих диференційованих клітин. Приклади: фіброаденома, ліпома.
Злоякісні пухлини — це патологічне розростання кліток не координоване з ростом нормальних тканин, що продовжується і після припинення дії причин, що його викликали.
Більшість онкологічних злоякісних новоутворень — карциноми (хвороба зустрічається в 85 % випадків пухлин в онкології). Bci типи раку беруть свій початок з епітелію (оболонки органів і тіла). Карциноми отримали таку назву виходячи з типу клітин епітелію і частин тіла, в яких вони розвиваються. Розрізняють чотири типи клітин епітелію, з якого можуть розвиватися різні види раку: Сквамозні[невідомий термін] клітини-плоскі лускаті клітини епітелію, які утворюють оболонку стравоходу, дихальних шляхів, рота. Перехідні клітини-вистилають органи, такі як сечоводи, сечовий міхур. Базальні клітини — локалізуються в основі епідермісу. Залозисті клітини-утворюють залози організму.
Виділяють такі види ракових пухлин:
- Плоскоклітинний — рак із сквамозного епітелію,
- Залозистий рак — з клітин залозистого епітелію,
- Базальноклітинна карцинома — з основи епідермісу,
- Перехідно-клітинна карцинома — з перехідних клітин.

1. ↑  Архівована копія. Архів оригіналу за 17 грудня 2021. Процитовано 17 грудня 2021.{{cite web}}:  Обслуговування CS1: Сторінки з текстом «archived copy» як значення параметру title (посилання)